# بخش روسکو-پولیانسکی
بخش روسکو-پولیانسکی (به لاتین: Russko-Polyansky District) یک منطقهٔ مسکونی در روسیه است که در استان اومسک واقع شده‌است.